# 名張毒葡萄酒事件
名張毒葡萄酒事件（名張毒ぶどう酒事件，なばりどくぶどうしゅじけん）是發生於1961年（昭和36年）3月28日晚間，橫跨日本三重縣名張市之飛地與奈良縣山邊郡山添村的葛尾地區公民館，於酒席上提供的葡萄酒被摻入毒藥（農藥焦磷酸四乙酯），共造成喝了酒的17位女子中毒、其中5人身亡的大量殺人事件。
在事件發生後引發社會轟動，被稱為第二帝銀事件，遭到逮捕起訴的嫌疑犯奥西勝（おくにし まさる、事件當時35歳、1926年1月14日 - 2015年10月4日）最終被判處死刑確定，但亦有是冤案的主張，支援者們曾提出多達九次的更審請求，期間都未有執行。死刑判決確定後，被監禁長達43年的奧西最終以89歲的高齡病逝。